# 两路乡 (蓬安县)
两路乡，是中华人民共和国四川省南充市蓬安县曾经下辖的一个乡。2019年10月，撤销两路乡和长梁乡，将其所属行政区域划归锦屏镇管辖。

## 行政区划
两路乡撤销前下辖以下地区：
灶房湾村、木梳垭村、永庆观村、高山沟村、石板店村、新庙子村、两路口村、黄莲垭村和潘家店村。